# 航空炸弹

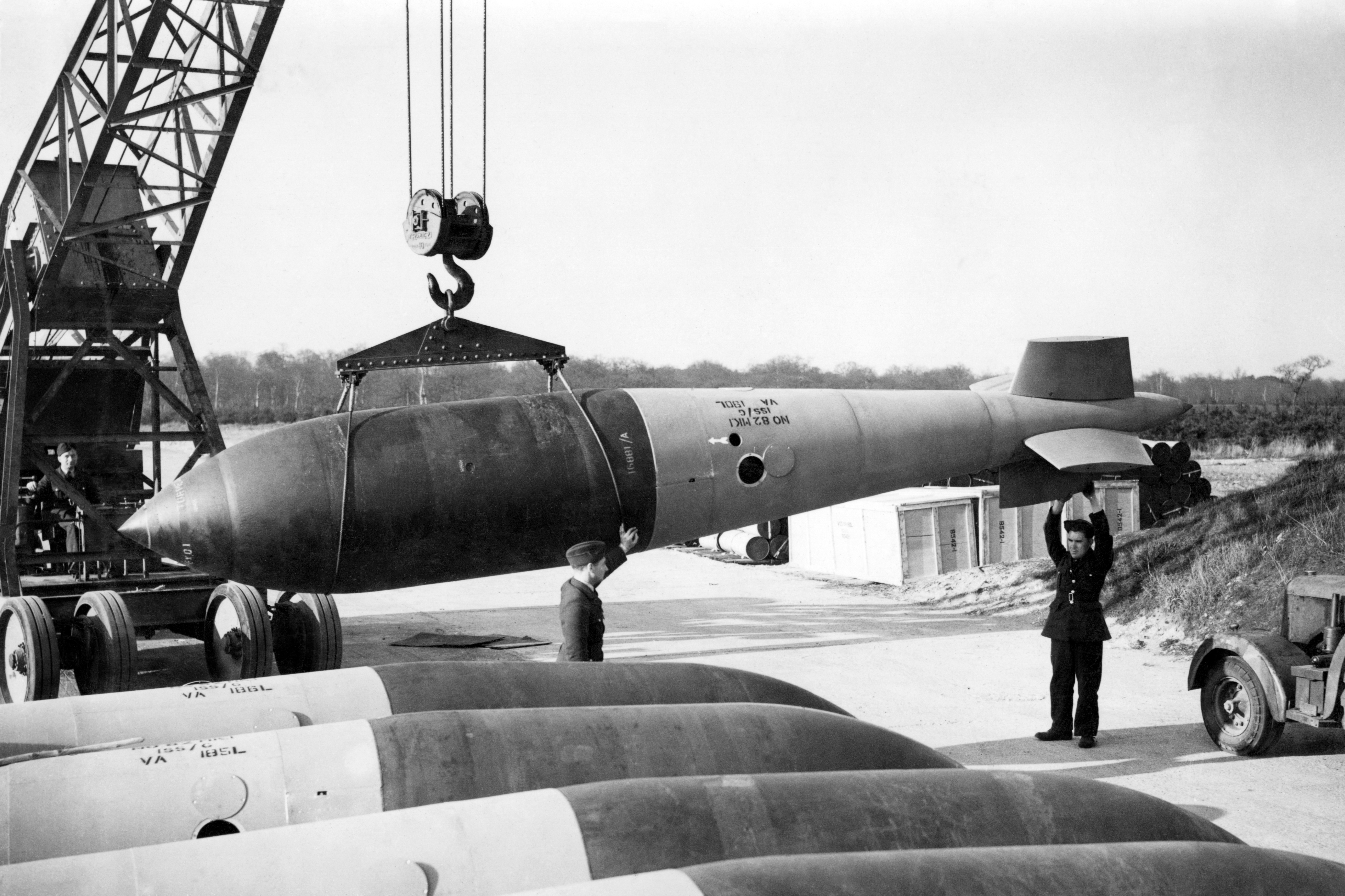
英國在二次世界大戰使用過的22000磅大滿貫航空炸弹

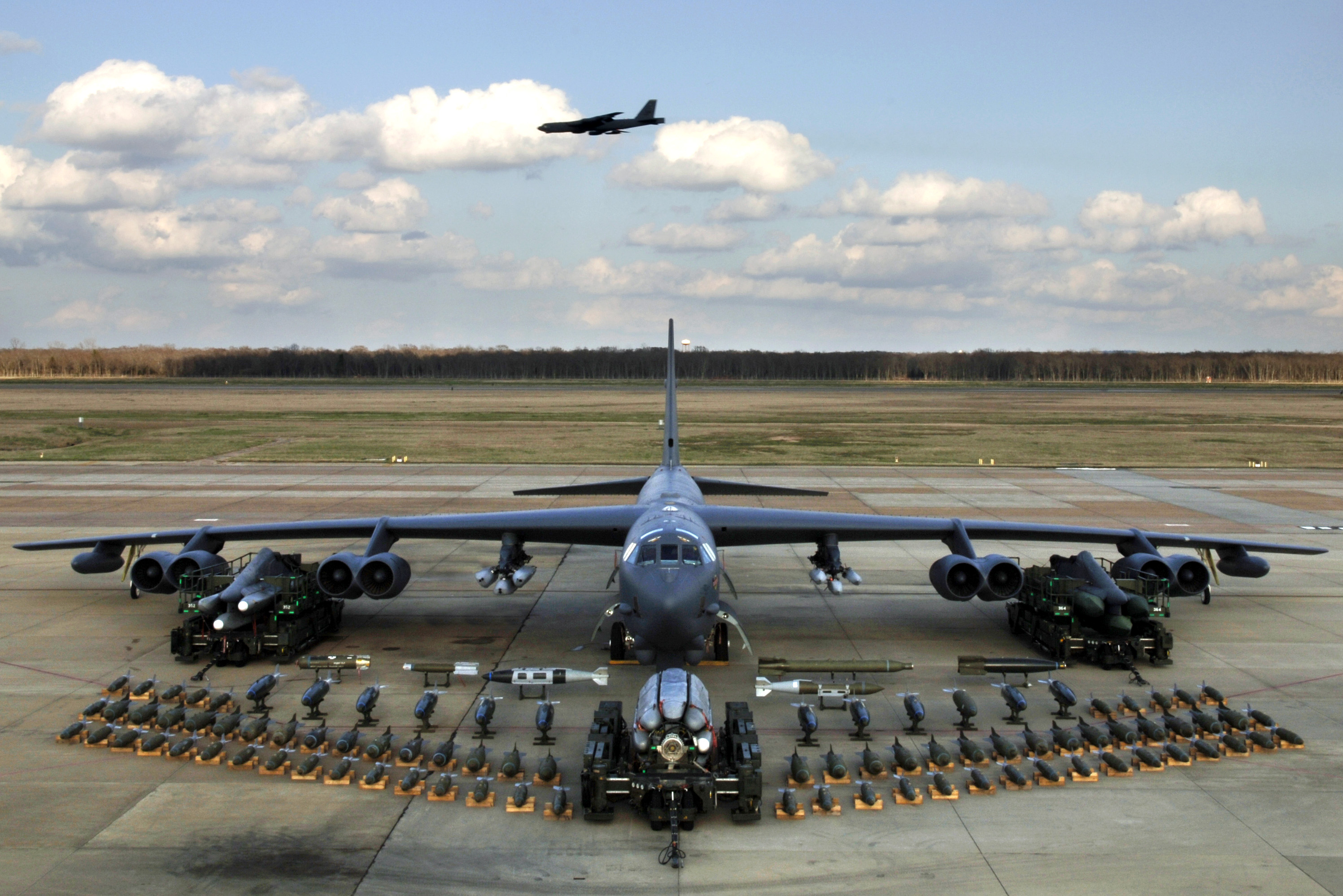
B-52轟炸機搭載的多樣化航空炸弹

航空炸弹（英語：Aerial bombs）泛指由航空器或者是太空飛行器攜帶使用的炸彈。目前尚未有實用化的太空載具投擲的空用炸彈系統服役，因此絕大多數的場合是指航空飛行載具使用者。尤其是轰炸机和戰鬥轟炸機的重要弹药。

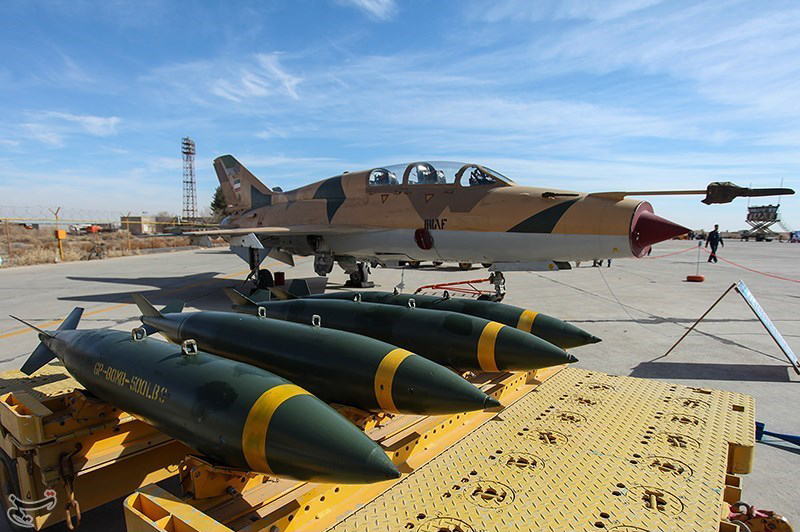
伊朗的殲7佩掛的衛星導引炸彈

絕大多數的航空炸弹外形圓潤，都沒有動力，但有分高阻力與低阻力構型，不過有一種專門對付機場跑道的特殊炸彈，在尾端裝有小型火箭發動機，作用不在於延伸有效射程，而是增加撞擊時的動量，深入跑道下方，擴大破壞效果。
主要用于消灭敌方的有生力量，摧毁军事设施、炸沉船艦，交通枢纽以及其他军事或非军事目标。炸弹包括弹头，弹体，装药，弹尾，扩爆，引信的部分。現在多會加裝精確制導組件，甚至一發就完成目標。

## 历史

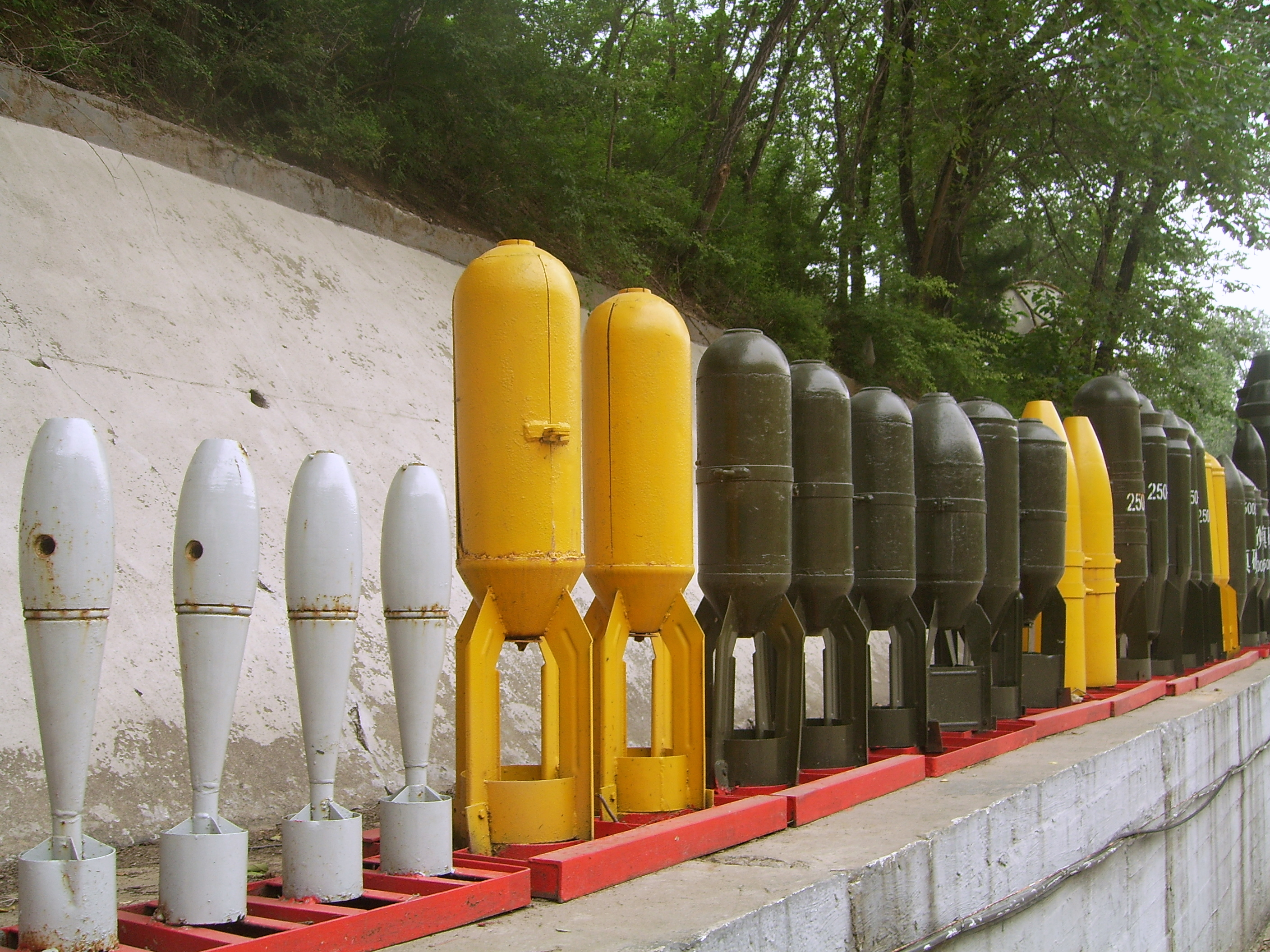
中国過去所使用的各种無控航空炸弹

帶降落傘的特殊炸彈

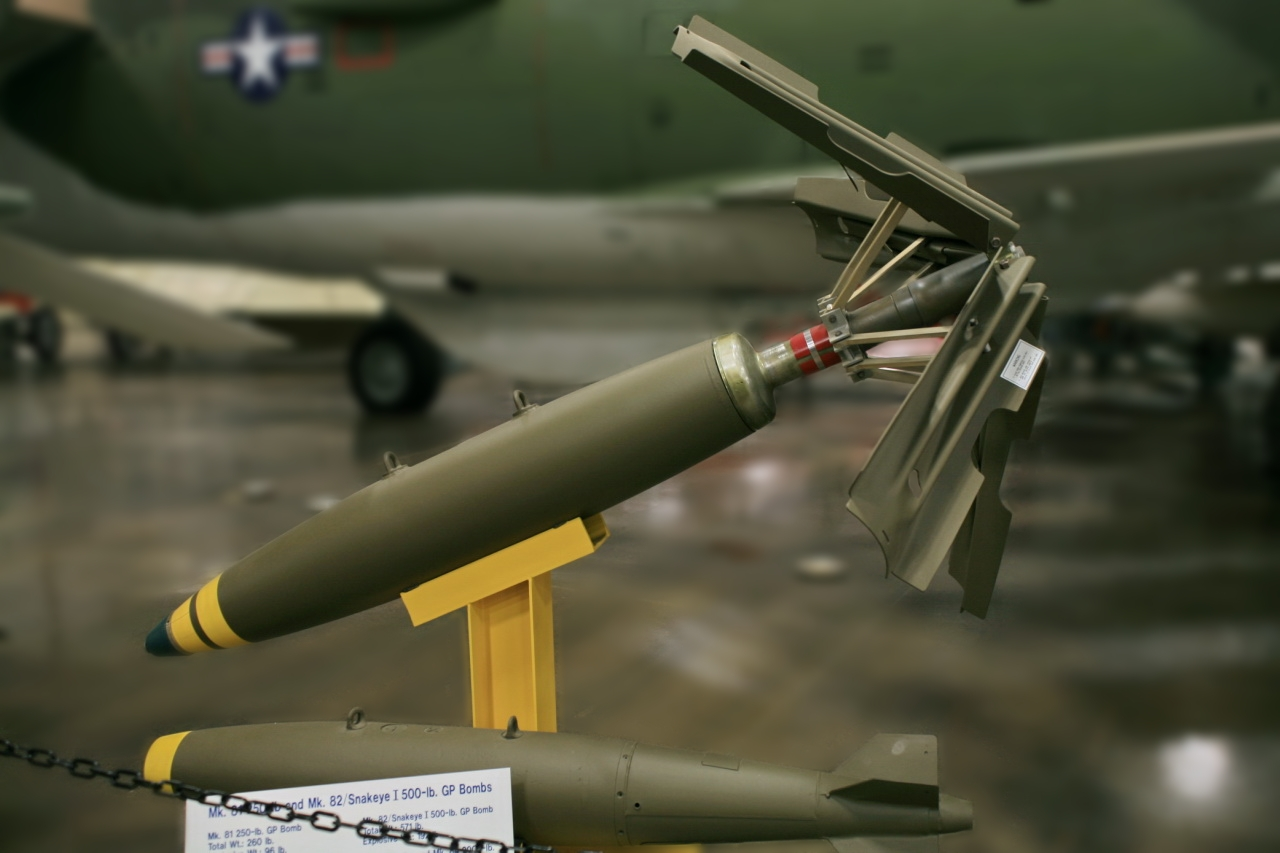
美國製造的馬克82航彈，安裝可調整的蛇眼阻力套件，這裏為了展示，被選擇固定在超低空模式專用投放角度。

航空炸彈最早可以追溯到以在熱氣球上攜帶的爆裂物，由奥地利人于 1849 年第一次意大利独立战争期间向威尼斯发射。飞机投下的第一批炸弹是手榴弹或类似手榴弹的装置。历史上，朱利奥·加沃蒂 (Giulio Gavotti)于 1911 年 11 月 1 日意大利-土耳其战争期间首次使用。

### 第一次世界大戰
在這場戰爭中，飛機首次用於空中攻擊地面目標。利用飛機、飛船或者是熱氣球施放炸彈，攻擊地面目標成為一種新的發展趨勢。最早的航空炸彈通常是手工製作的，由機組人員拋出。

### 第二次世界大戰
這個時期見證了航空炸彈的重要發展。滾翻炸彈和高爆炸彈等新型炸彈被廣泛使用。同時，盟軍和軸心國都投入大量資源研究和生產航空炸彈，並造成對方廣汎的破壞，如伦敦大轰炸、德累斯頓大轟炸、重慶大轟炸、东京大轰炸。炸彈不僅僅在重量上超過人力可以投擲的大小，在外型，炸藥種類，針對的目標類型上都可以見到現代空用炸彈的基本雛形。
雖然航空炸弹絕大多數都是用來攻擊地面或者是海面的目標，二次大戰時期曾經短暫出現過攻擊空中飛機編隊的特殊航空炸弹，這種猶如曇花一現，不僅種類少，使用機會不多，現代也幾乎找不到這類的系統服役中。

### 冷戰時期
在冷戰期間，蘇聯和美國發展了各種形式的核彈頭，這些核炸彈可以由飛機運載，從而形成戰略核威懾。

### 現代時代
隨著科技的不斷進步，現代航空炸彈變得更加精確和多功能。聯合直接攻擊彈藥（JDAM）和精確制導炸彈（PGM）等精確制導武器使飛行員能夠精確打擊目標。

## 武器結構
航空炸彈的結構取決於其種類，但通常包括以下組件：

### 外殼：
外殼是炸彈的外部殼體，通常由金屬或複合材料製成，以保護內部的爆炸物。

### 引信
引信是炸彈的觸發器，可以設計成時間引信、遠程引信或感應引信，以確保在正確的時間和地點引爆炸彈。

### 載荷
航空炸彈的常見載荷是爆炸物，可以是傳統的炸藥或核彈頭。爆炸物的選擇決定了炸彈的破壞力和效能。也可以是進行特殊目的使用的物質：如烟霧彈、照明彈、石墨炸彈、燃料空氣彈。尽管国际公约禁止使用生物或化学武器，但一些国家开发了可携带这种类型武器的航空炸弹，以威慑敌对势力。

### 制導系統
現代航空炸彈常配備制導系統，可以通過衛星定位或慣性導航精確引導炸彈命中目標。

### 尾翼
某些炸彈具尾翼。尾翼具有以下作用
1. 稳定性和飞行控制：尾翼有助于维持炸弹的稳定飞行。它们通过增加炸弹的稳定性，使其保持在预定的轨迹上，防止不稳定的旋转或翻滚。这有助于确保炸弹在下降过程中能够精确飞向目标。
2. 姿态控制：尾翼可以用来调整炸弹的姿态，以确保它以正确的方向和姿势飞向目标。这对于精确制导炸弹非常重要，因为它们需要在飞行中进行持续的调整，以校准飞行路径。
3. 稳定性改进：某些炸弹具有可调节的尾翼，可以根据不同的任务需求进行调整。这些可调节的尾翼可以改变炸弹的稳定性，以适应不同的飞行条件和目标类型。
4. 降低空气阻力：尾翼的设计还可以减小炸弹的空气阻力，使其在下降时更加流线型，提高飞行效率和速度。

## 分類
航空炸彈根據外形分類，可以分爲高阻炸彈和低阻炸彈。

### 高阻炸弹
高阻炸弹较为常见。这种炸弹是为挂载于轰炸机弹舱内设计的，主要由弹体、安定器、传爆管、弹耳、装药和引信等部分组成。它的重心明显靠前，这使得投掷后弹头可迅速朝下。
为最大限度携带航空炸弹，高阻炸弹被设计为外形短粗、头部钝圆的模样，外形犹如煤气罐。由于构型简单、材料和工艺要求相对较低，它能够快速大量生产。但是，这种构型因为长细比小、阻力系数大，自由落体时，受激波影响大，弹道稳定性和命中率不高。
为解决这一问题，此类航空炸弹通常在头部设计有弹道阻力环，尾部设计有安定器。弹道阻力环可减少局部激波对弹道稳定性的影响，安定器则像羽毛球尾部的羽毛，可对下坠过程中的航空炸弹进行减速和正向。
弹道稳定性问题得以解决的同时，也導致此类航空炸弹空中所受阻力进一步增加。因此它被称作高阻力炸弹，简称高阻炸弹。優點是生產造價比較便宜。現代可以使用滑翔炸彈套件進行升級。

### 低阻炸弹
低阻炸弹的弹体外形较为细长，呈流线型，没有弹道阻力环和安定器，转而使用可折叠的金属十字翼等稳定弹头朝向。低阻炸弹的一大特点是方便战斗机外挂、空中滑行速度较快。早期缺点主要有两个，一是因炸弹落地速度快，战斗机低空投掷后，存在无法及时离开、易受爆炸威力波及的隐患，因而需要加挂减速伞或气囊；二是自由落体过程中，因没有额外的定向、增稳装置，易受环境影响，打击精度差。隨著激光、电视、红外和雷达制导组件的發展，不仅使低阻炸弹攻击精度大幅提升，也使其攻击距离明显增加，成为歼轰机、轰炸机、强击机等的理想弹药。
空用炸彈根據控制方式可以區分為傳統無導引與有導引控制這兩大類。

### 自由落體炸彈
即無控投下的。傳統無導引控制的空用炸彈在投擲之後，將會依照物理定律，在外界環境的影響下飛行，直到與物體碰撞為止。影響無導引炸彈的因素很多，從炸彈的外型，大氣壓力，大氣溫度，投擲高度，氣流的流速與方向等等。
由於炸彈在飛行當中無法修正外界環境引起的誤差，嘗試將導引系統安裝在炸彈上的企圖不斷，二次大戰末期，利用無線電控制的導引炸彈已經出現在戰場上，然而受限於技術和成本的考慮，使用的數量並不多。
直到1960年代，較為成熟的系統開始大量出現。由於導引炸彈在使用效率以及降低非必要損害方面的優點，未來將會取代傳統空用炸彈成為主流。

### 導引炸彈
有導引的炸彈又可以區分為兩種型態：
- 一種是將導引系統設計成無導引炸彈的附加配件，只要安裝上去之後，任何適用的傳統炸彈都會搖身一變成為能夠修正誤差的導引武器。
- 另外一種型態則是在設計階段已經將導引系統與炸彈本體整合在一起，成為不同類型的導引炸彈。

目前在發展上以前者為主流發展趨勢，其中又以美國最先推出大量服役。
現今可見的空用炸彈導引方式包括：
- 無線電
- 激光
- 電視
- 紅外線影像
- 慣性與全球定位系統
- 聯合直接攻擊彈藥（JDAM）是一種炸弹的配件，裝在由飛機投向地面與海面的傳統炸彈上，將本來是自由下落的傳統炸彈變成準確的「智慧」彈藥。

## 航空炸彈的危害
航空炸彈是一種強大的武器，具有顯著的破壞性和廣泛的危害影響。
1. 物理破壞：當航空炸彈引爆時，其強大的爆炸力可以摧毀建築物、道路、橋梁和其他基礎設施。這種破壞可能會造成重大資產損失，並導致地區經濟受損。
2. 生命威脅：炸彈的爆炸除了可以直接造成大量人員傷亡外，還會產生飛濺的碎片和碎片，這些碎片可以對附近的人員造成嚴重傷害。
3. 環境污染：航空炸彈的爆炸可能會釋放有毒物質和放射性物質（特別是在使用含有特定成分的炸彈，如，毒氣彈、貧鈾彈或核炸彈時），這些物質可以污染土壤、水和空氣，對生態環境和公眾健康造成長期危害。
4. 社會和心理影響：航空炸彈的攻擊通常會造成公眾恐慌和心理創傷，尤其是在被攻擊的地區。這可能會導致大量人口遷移、社區解散和長期的心理健康問題。
5. 未爆彈貽害：投下的炸弹未能引爆的情况是很常见的。据估计，在第二次世界大战期间，德国大约有10%的炸弹未能引爆，而盟军的炸弹约为15%或20%，尤其是采用导火索的炸弹击中松软土壤时产生的未爆弹比例比带有引信裝置的炸弹更高。[2]